# Caesars komet
Caesars komet, med den vetenskapliga beteckningen C/-43 K1, är den kanske mest kända kometen från Antikens dagar.
Kometens uppdykande togs som ett gudomligt tecken i samband med Julius Caesars död (100 – 44 f.Kr.).
Kometen blev också känd under namnen Den Stora Kometen år 44 f.Kr., Sidus Iulium (”Julius stjärna”) och Caesaris astrum (”Caesars stjärna”).
Kometen är en av fem kometer i äldre tid som med säkerhet haft en negativ skenbar magnitud och kunde ses på dagen. Den var icke-periodisk.